# 桂松福
桂 松福（かつら しょうふく、1983年7月30日 - ）は、落語芸術協会に所属する落語家。桂米福門下の二ツ目。本名∶関 達郎。出囃子は「ちょんきな」。

## 経歴
北海道恵庭市出身。札幌学院大学卒業。
2019年2月に桂米福に入門。前座名「壱福」。同年9月に楽屋入り。
2023年9月下席より、桂伸ぴん改メ桂銀治とともに二ツ目に昇進。高座名を「松福」に改める。

## 人物
- 趣味は、読書（日本の戦国時代）[3]。プロ野球観戦[1]。

## 芸歴
- 2019年2月 - 桂米福に入門。
- 2019年9月 - 楽屋入り。
- 2023年9月 - 二ツ目昇進。